# Труженик (Ульяновская область)
Труженик — посёлок в Новомайнском городском поселении Мелекесского района Ульяновской области.

## География
Находится на расстоянии примерно 3 километров на восток-юго-восток по прямой от районного центра города Димитровград.

## История
Основан в 1928—1929 годах. Бывший хутор Ленивый.

## Население
| 2010 |
| ---- |
| 96   |

Население составляло 41 человек в 2002 году (русские 81 %), 96 по переписи 2010 года.